# Grazia Deledda

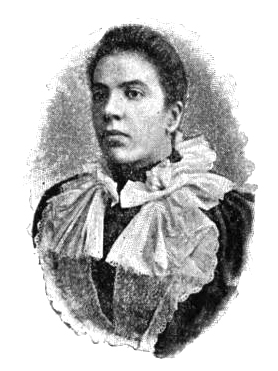
Grazia Deledda

Grazia Maria Cosima Damiana Deledda (ur. 27 września 1871 w Nuoro, zm. 15 sierpnia 1936 w Rzymie) – włoska powieściopisarka i nowelistka, laureatka Nagrody Nobla w dziedzinie literatury za rok 1926.

## Biografia
Grazia Deledda urodziła się w Nuoro na Sardynii, jako czwarte dziecko z siedmiorga dzieci, zamożnego posiadacza ziemskiego. Jej ojciec, Giovanni Antonio Deledda, absolwent prawa, był zamożnym właścicielem ziemskim, zajmował się handlem i rolnictwem, interesował się poezją, sam komponował wiersze i założył drukarnię i wydawał czasopisma. W 1892 r. został burmistrzem Nuoro. Matka, Francesca Cambosu, zajmowała się prowadzeniem domu i wychowywaniem dzieci.

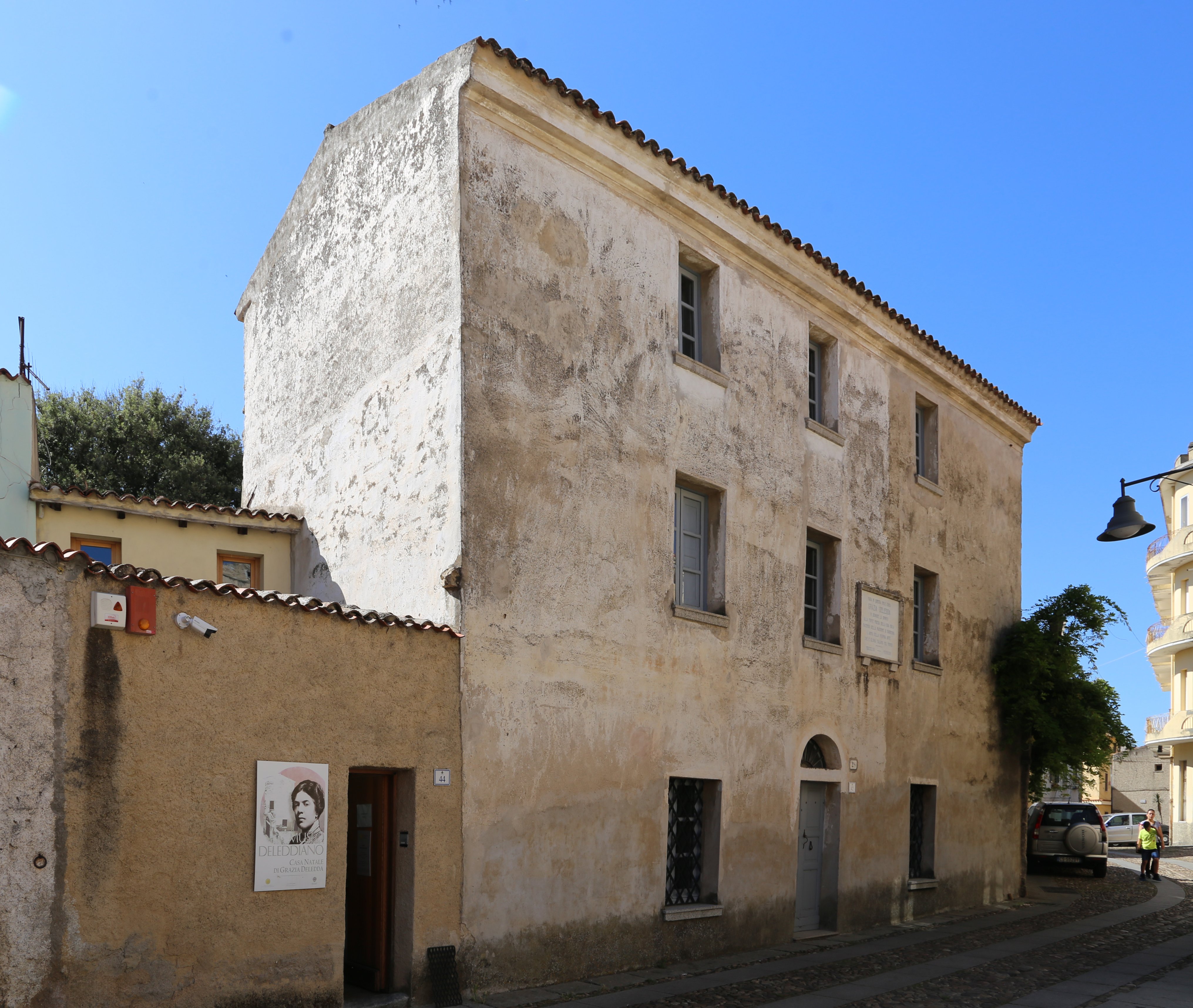
Dom w Deleddów w Nuoro

Ukończyła cztery klasy szkoły podstawowej, a następnie pobierała prywatne lekcje u profesora Pietro Ganga, który udzielał jej podstawowych lekcji w języku włoskim, łacinie i francuskim. Zachęcił ją także do publikowania prac pisanych na zadane przez niego tematy. W wieku 13 lat po raz pierwszy opublikowano jej opowiadania Sangue sardo i Remigia Helder. Ukazały się one w 1888 r. w magazynie o modzie „L’ultima moda”. W 1892 r. napisała pierwszą powieść Fior di Sardegna.
W 1900 roku wyjechała w swoją pierwszą podróż do Cagliari, gdzie poznała swojego przyszłego męża Palmiro Madesaniego. Wraz z nim zamieszkała w Rzymie. Pierwszy większy sukces przyniosła jej powieść Elias Portolú (1903). W swoich powieściach i nowelach odtwarzała krajobraz i życie swojej rodzinnej Sardynii. Krajobraz Sardynii był przez nią często wykorzystywany jako metafora trudności w życiu bohaterów jej utworów.
Grazia Deledda jest laureatką Nagrody Nobla w dziedzinie literatury za rok 1926. Nagrodę otrzymała: „za poetyckie dzieła, w których z jaskrawą plastycznością opisuje życie jej ojczystej wyspy, a także za głębię w podejściu do ludzkich problemów w całości”.
Z licznych jej dzieł wymienić należy: Anime oneste (1896), Elias Portolu (1900), Cenere (1904), Nostalgia (1905), Colombi e sparvieri (1912), Trzcina na wietrze (1913), Il segredo dell’ uomo solitario (1921), Annalena Bilsini (1927).
W wielu późniejszych pracach Grazia Deledda łączyła wyobraźnię i autobiografię. Ta mieszanka jest widoczna szczególnie w powieści Il paese del vento (1931). Powieść L’argine (1934) odzwierciedla życie autorki jako wyrzeczenie się doczesnych rzeczy, w tym miłości, akceptując poświęcenie jako wyższy sposób życia i pojednanie z Bogiem. Wspólną cechą wszystkich jej późniejszych dzieł jest stała wiara w ludzi i w Boga.
W 1906 r. ukazała się w Polsce powieść Popiół (Cenere) w tłumaczeniu Wilhelminy Zyndram-Kościałkowskiej. W 1934 r. wydano w Polsce powieść Trzcina na wietrze w tłumaczeniu Idy Ratinowowej.

## Wybrane ekranizacje
- W 1916 r. Febo Mari zekranizował powieść Cenere z Eleonorą Duse w roli głównej[4].
- W 1929 r. powstał film niemy film La grazia na podstawie powieści Di Notte w reżyserii Aldo De Benedettiego[10].
- W 1950 r. Augusto Genina zekranizował powieść L’edera[11].
- W 1952 r. Aldo Vergano wyprodukował film Amore rosso – Marianna Sirca, na podstawie powieści Marianna Sirca[12].
- W 1955 r. powstał film Zakazane na podstawie powieści La Madre w reżyserii Mario Monicellego[13].
- W 1958 r. Mario Landi zekranizował powieść Trzciny na wietrze[14].
- W 1974 r. Giuseppe Fina wyprodukował serial telewizyjny L’edera[15].
- W 2014 r. powstał film w reż. Francesco Trudu Il peccatore na podstawie powieści La madre[16].

## Wybrana twórczość
- Nell’azzurro (1890)
- La regina delle tenebre (1892)
- Fior di Sardegna (1892)
- Racconti sardi (1895)
- Anime oneste (1895) (1895)
- Po grzesznej drodze (La via del male, 1896, wydanie polskie w tłumaczeniu Pauliny Dicksteinowej 1928)
- Il tesoro (1897)
- L’ospite (1897)
- Sprawiedliwość (La giustizia 1899, wydanie polskie w tłumaczeniu Wilhelminy Zyndram-Kościałkowskiej 1909)
- Le tentazioni (1899)
- Il vecchio della montagna (1900)
- Elias Portolu (1900)
- Po rozwodzie (Dopo il divorzio, 1902, wydanie polskie w tłumaczeniu Wilhelminy Zyndram-Kościałkowskiej 1904)
- Popiół (Cenere (1903, wydanie polskie w tłumaczeniu Wilhelminy Zyndram-Kościałkowskiej 1906)
- I giuochi della vita (1905)
- Tęsknoty (Nostalgie, 1905, wydanie polskie w tłumaczeniu Leopolda Staffa 1928)
- Il vecchio della montagna (1906)
- Amori moderni (1907)
- L’ombra del passato (1907)
- Il nonno (1908)
- L’edera (1908)
- Il nostro padrone (1910)
- Sino al confine (1910)
- Nel deserto (1911)
- Chiaroscuro (1912)
- Colombi e sparvieri (1912)
- Trzcina na wietrze (Canne al vento, 1913, wydanie polskie w tłumaczeniu Idy Ratinowowej 1934)
- Le colpe altrui (1914)
- Marianna Sirca (1915)
- Il fanciullo nascosto (1916)
- L’incendio nell’uliveto (1918)
- La madre (Roman, 1920)
- Rozbitkowie w przystani (Naufraghi in porto, 1920, wydanie polskie w tłumaczeniu Janiny Rostkowskiej 1929)
- Cattive compagnie (1921)
- Il segreto dell’uomo solitario (1921)
- Il Dio dei viventi (1922)
- Il flauto nel bosco (1923)
- La danza della collana (1924)
- Ucieczka do Egiptu (La fuga in Egitto, 1925, wydanie polskie w tłumaczeniu Stelli Olgierd 1928)
- Il sigillo d’amore (1926)
- Annalena Bilsini (1927, wydanie polskie w tłumaczeniu Leopolda Staffa 1957)
- Murgronan (1927)
- Il vecchio e i fanciulli (1928)
- La casa del poeta (1930)
- Il dono di Natale (1930)
- Il paese del vento (1931)
- La vigna sul mare (1932)
- Sole d’estate (1933)
- L’argine (1934)
- La chiesa della solitudine (1936)
- Cosima (1937, pośmiertnie)
- Il cedro del Libano (1939, pośmiertnie)